# Międzylesie (gmina)
Pour les articles homonymes, voir Międzylesie (homonymie).

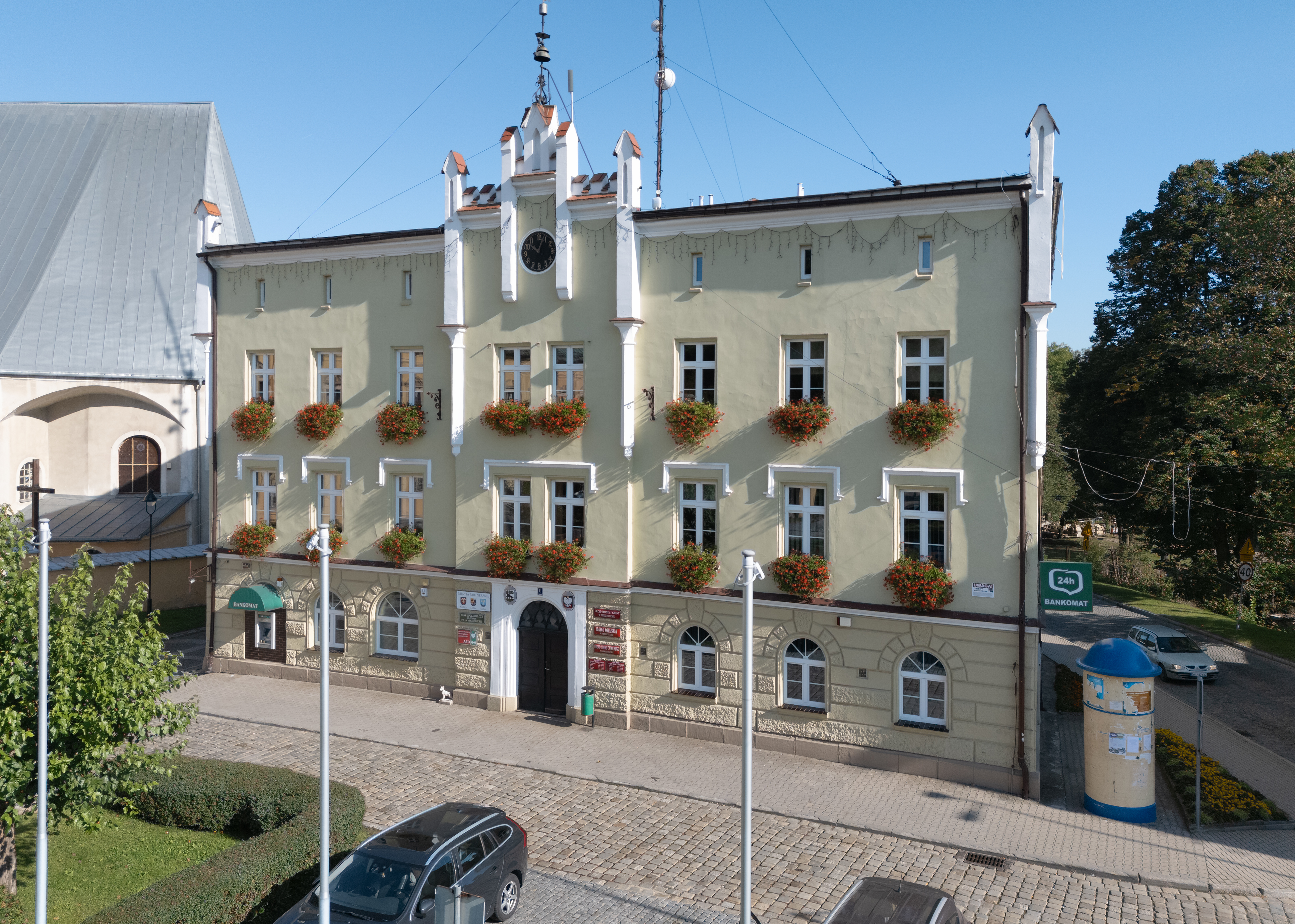

Międzylesie est une gmina mixte du powiat de Kłodzko, Basse-Silésie, dans le sud-ouest de la Pologne. Son siège est la ville de Międzylesie, qui se situe environ 33 km au sud de Kłodzko, et 112 km au sud de la capitale régionale Wrocław.
La gmina couvre une superficie de 189,03 km2 pour une population de 7 516 habitants.

## Géographie
La gmina est bordée par les gminy de Bystrzyca Kłodzka, Kłodzko, Stronie Śląskie et Złoty Stok. Elle est également frontalière de la République tchèque.